# Udruženi zločinački pothvat
Udruženi zločinački pothvat (eng. joint criminal enterprise (JCE)) legalna je doktrina koju koristi Međunarodni sud za ratne zločine počinjene na području bivše Jugoslavije prilikom suđenja političkim i vojnim rukovoditeljima za ratne zločine, uključujući i genocid, koji su bili počinjeni u sukobima na teritoriju bivše SFRJ između 1991. i 1999. Doktrina smatra svaku osobu koja je pripadala nekoj organizaciji ili skupini pojedinačno odgovorna za zločine koji su bili počinjeni od te skupine ili organizacije unutar plana ili svrhe. Na primjer: ako su tri osobe sudionici neke pljačke, i jedan od triju sudionika počini ubojstvo, tada se po doktrini udruženog zločinačkog pothvata sve osobe koje su sudjelovale u pljački terete za ubojstvo.

### Optužbe srpskim vođama
Tužilaštvo smatra da je zajednički zločinački poduhvat srpske političke elite bio na djelu između 1. kolovoza 1991. i kraja prosinca 1995. godine. U optužbama srpskim vođama za zajednički zločinački poduhvat, spominje se genocid i stvaranje Velike Srbije. Cilj udruženog zločinačkog poduhvata u BiH bio je, prema navodima optužnice protiv Jovana Ostojića, da se “povežu dijelovi BiH koji su naseljeni srpskim stanovništvom” i stvori država iz koje bi većina nesrpskog stanovništva bila iseljena. Udruženi zločinački poduhvat podrazumeva i sustavne napade na hrvatsko, bošnjačko i drugo nesrpsko civilno stanovništvo u Istočnoj i Zapadnoj Slavoniji, Bosni i Hercegovini i Vojvodini, s ciljem trajnog uklanjanja nesrpskog stanovništva s većeg dijela Bosne i Hercegovine, trećine teritorija Hrvatske, kao i iz dijelova Vojvodine.
Prema navodima tužilaštva, u zajednički zločinački poduhvat su bili uključeni:
- Slobodan Milošević,
- Vojislav Šešelj
- Veljko Kadijević,
- Blagoje Adžić,
- Ratko Mladić,
- Radmilo Bogdanović,
- Jovica Stanišić,
- Franko Simatović "Frenki",
- Radovan Stojičić, "Badža",
- Milan Martić,
- Goran Hadžić,
- Milan Babić,
- Radovan Karadžić,
- Momčilo Krajišnik,
- Biljana Plavšić,
- Željko Ražnatović, "Arkan",

i druge političke figure iz Srbije, Crne Gore, kao i vođe Srba iz Bosne i Hercegovine i Hrvatske.
Sudjelovanje u zajedničkom zločinačkom poduhvatu uključuje i „srpske snage“, pod kojima se podrazumjeva Jugoslavenska narodna armija (JNA), kasnije Vojska Jugoslavije (VJ), novo stvorena srpska teritorijalna obrana BiH i Hrvatske, Vojska Republike Srpske Krajine, Vojska Republike Srpske, teritorijalna odbrana Srbije i Crne Gore, policija Srbije i Republike Srpske, uključujući i državnu sigurnost, specijalne policijske snage Krajine, poznate kao „Martićevci“, kao i sve srpske paravojne formacije i dobrovoljačke jedinice.

### Optužbe hrvatskim vođama
Udruženi zločinački pothvat dužnosnika Herceg-Bosne odnosi se na sudsku presudu koju je donio MKSJ u predmetu Tužilac protiv Jadranka Prlića i drugih. Žalbeno vijeće suda je potvrdilo skoro sve osuđujuće presude koje je Pretresno vijeće izreklo Jadranku Prliću, Bruni Stojiću, Slobodanu Praljku, Milivoju Petkoviću, Valentinu Ćoriću i Berislavu Pušiću u odnosu na događaje koji su se desili u Hrvatsko-bošnjačkom sukobu.
Prlić, Stojić, Praljak, Petković, Ćorić, i Pušić su nakon presude Žalbenog vijeća u predmetu Prlić i drugi ostali osuđeni za zločine protiv čovječnosti, kršenja zakona ili običaja ratovanja i teške povrede Ženevskih konvencija. Pretresno vijeće je utvrdilo da je polovinom siječnja 1993. navodno počeo postojati udruženi zločinački pothvat s ciljem stvaranja hrvatskoga entiteta u Bosni i Hercegovini koji bi omogućio ponovno ujedinjenje hrvatskoga naroda u granicama negdašnje Banovine Hrvatske iz 1939. Po mišljenju Pretresnog vijeća, ono je kao zajednički cilj imalo "dominaciju Hrvata u Hrvatskoj Republici Herceg-Bosni putem etničkog čišćenja muslimanskog stanovništva".